# Lokaa
Le lokaa, ou yakö, est une langue du groupe Haut-Cross parlée au Nigéria.

## Écriture
| Majuscules | A | Ạ | B  | D | E | Ẹ | F | G | Gb | I | J | K | Kp | L |
| Minuscules | a | ạ | b  | d | e | ẹ | f | g | gb | i | j | k | kp | l |
|            |   |   |    |   |   |   |   |   |    |   |   |   |    |   |
| Majuscules | M | N | Ng | O | Ọ | P | R | S | T  | U | V | W | Y  | Z |
| Minuscules | m | n | ng | o | ọ | p | r | s | t  | u | v | w | y  | z |